# کریتسین امیل کارگ
کریتسین امیل کارگ (دانمارکی: Christian Emil Krag-Juel-Vind-Frijs؛ ۸ دسامبر ۱۸۱۷ – ۱۲ اکتبر ۱۸۹۶) یک دیپلمات، و سیاست‌مدار اهل دانمارک بود.